# Pubblimed
Pubblimed S.p.A. è una società italiana di produzioni televisive fondata nel 1976, con sede a Palermo.

## Storia
La società TRM - Tele Radio del Mediterraneo S.p.A. venne costituita a Palermo nel 1976 su iniziativa dell'imprenditore Vincenzo Rappa (1922-2009) e del figlio Filippo, con quest'ultimo che ne assunse la conduzione. L'anno seguente, il 7 luglio 1977, furono avviate le trasmissioni dell'emittente televisiva TRM, il cui segnale coprì tutta la Sicilia già nella prima metà degli anni ottanta. Nel 1979, furono siglati accordi di collaborazione con società televisive della Arnoldo Mondadori Editore, e aderì al circuito GPE - Telemond.
Nel 1982, TRM stipulò un accordo sempre con la Mondadori per la trasmissione del segnale della neonata Rete 4 in Sicilia; nello stesso anno venne creato e lanciato in via sperimentale, la seconda emittente TRM-Rete 2. Due anni più tardi, nel 1984, il Gruppo Mondadori venne rilevato dalla Fininvest di Silvio Berlusconi, a cui vennero cedute le frequenze di TRM, che venne riposizionata su quelle in precedenza occupate dalla seconda emittente TRM-Rete 2. Nel 1986, la seconda emittente tornò nuovamente sugli schermi televisivi con la costituzione della società Rete 2 S.r.l., inizialmente come Telemediterranea, poi Retedue. Tre anni più tardi, nel 1989, venne creata la terza emittente dell'azienda, Antenna 3, che entra a far parte del circuito Junior TV.
Nel 1991, venne attuata la ristrutturazione aziendale, in cui l'emittente principale TRM rimaneva invariata, mentre le altre due, Antenna 3 e Rete 2 divennero Telemed e Telemed 2. Nel 1997, Filippo Rappa cedette l'azienda ai figli Vincenzo Corrado e Gabriele, con il primo che ne assunse la direzione, e sotto il quale venne costituita nel medesimo anno la società Publimed S.r.l., concessionaria per la raccolta pubblicitaria e la gestione del personale tecnico.
Nel 2000, l'azienda entrò nel settore radiofonico con l'acquisizione di Radio Day e trasformata in Radio Med. Nel 2002, assieme alle emittenti Teleacras di Agrigento e Video Mediterraneo di Modica, il Gruppo TRM ha formato il consorzio Euromed, lanciato sulla televisione satellitare, trasmesso fino al 2004 sui 13°Est. Due anni più tardi, nel 2004, venne acquisito il controllo della Video PA, che diventa Video Med. Nel 2006, il Gruppo TRM cedette la quasi totalità degli impianti trasmittenti (e quindi ridimensionandosi tecnicamente) a Canale 7 per la successiva realizzazione della rete in tecnica digitale (DVB-H) da parte della H3G (videofonini). Nel medesimo anno, Telemed e Telemed 2 diventano rispettivamente Med 1 e Med 2.  L'anno seguente, nel 2007, il Gruppo palermitano cambiò ragione sociale in Pubblimed S.p.A..
Nel 2012, in Sicilia ha avuto luogo la fine delle trasmissioni televisive in analogico e la transizione alla televisione digitale: a TRM e Med 1 vengono assegnati rispettivamente i canali 13 e 14 della LCN regionale, e la principale emittente subisce una modifica del logo in TRM 13. Nello stesso anno, Pubblimed lancia l'emittente TRM 2.
Nel 2014, a causa di problemi giudiziari che hanno interessato la famiglia Rappa, proprietaria del Gruppo, su disposizione della DIA, la Sezione Misure di Prevenzione del Tribunale di Palermo, presieduta da Silvana Saguto, esegue il sequestro di tutti i beni in suo possesso, compresa la Pubblimed che viene posta in amministrazione controllata, affidata come tutte le altre società all'avvocato Walter Virga. Il procedimento giudiziario a carico dei Rappa dura fino al 2018, in cui i giudici del tribunale del capoluogo isolano deliberano il dissequestro e la restituzione di tutti i loro beni precedentemente sequestrati, compresa la Pubblimed.
Nel 2019, Pubblimed rileva il marchio dell'emittente ragusana Tele Nova, che aveva chiuso le attività, e posizionata sul canale 14 della LCN regionale al posto di Med 1. Due anni più tardi, nel 2021, Tele Nova avvia la trasmissione del segnale dell'emittente Antenna del Mediterraneo di Capo d'Orlando, che attraverso questa operazione viene ampliato in tutta la Sicilia. 
Nel 2021, l'emittente televisiva TCF di Messina, si è trasferita sul MUX del digitale terrestre di Pubblimed.

## Informazioni e dati
Pubblimed S.p.A. è una società editrice che opera nel settore radiotelevisivo e come concessionaria di pubblicità, con sede legale e operativa a Palermo, una delle maggiori a livello regionale. Nel 2014, l'azienda impiegava 25 dipendenti.
Al 2023, a livello televisivo, Pubblimed è presente con le emittenti TRM, storica e seguita televisione regionale presente alla Lcn 13, Med1 e Telenova, e con l'emittente RadioMed in ambito radiofonico. Nel settore pubblicitario opera attraverso la società Publimed S.r.l. È  attivo il sito web dedicato all'informazione e allo sport www.trmweb.it